# Kinnekulle–Lidköpings järnväg
Kinnekulle–Lidköpings järnväg var en smalspårig järnväg mellan Lidköping och Forshem i Skaraborgs län. Efter ombyggnad till normalspår finns sträckan kvar som en del av nuvarande Kinnekullebanan.

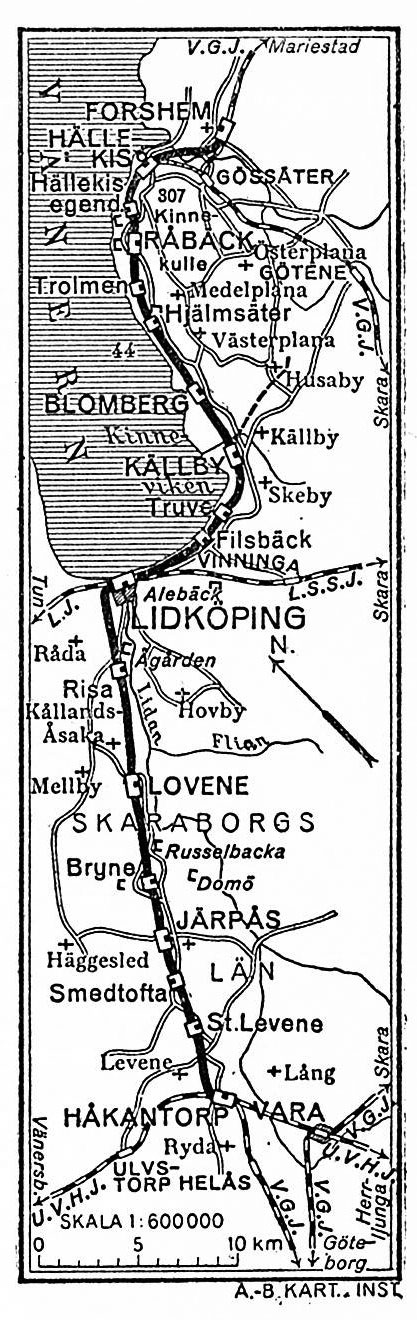
KiLJ. Karta 1926.

## Historik
Kinnekulle–Lidköpings järnväg (KiLJ) utgick ifrån Mariestad–Kinnekulle Järnväg (MKJ) vid Forshem och går mellan Vänern och Kinnekulle till Lidköping där den anslöt till Lidköping–Skara–Stenstorps Järnväg (LSSJ). Via en järnvägsbro över Lidan var den också ansluten till Lidköping–Håkantorps Järnväg (HLJ). Sträckan Lidköping–Hällekis öppnades för trafik den 20 december 1897 och resenärerna fick gå under ett år gå mot Hönsäters hamn och därifrån färdas på Skara–Kinnekulle–Vänerns Järnväg (SKWJ) till Gössäter med anslutning vidare mot Mariestad på MKJ. Den tre kilometer långa delen Hällekis–Forshem öppnades för trafik den 18 december 1898 och passerade över ett industrispår och SKWJ på viadukter. Kinnekulle–Lidköpings järnvägsaktiebolag hade betalat 640 000 kronor för banan och 190 000 kronor för lok och vagnar.
Friherre Carl Klingspor, ägare till Råbäcks säteri, var en av initiativtagarna till järnvägens tillkomst.
HLJ, som sedan 1902 ägdes av Lidköpings stad, och KiLJ samtrafikerades innan 1912 i ett konsortium. Konsortiet blev känt som Lidköpings Järnvägar.
Södra Kinnekulle Järnväg öppnade 1924 en bana till Kinne–Kleva som utgick från KiLJ omkring 500 meter norr om Källby.
Staten köpte KiLJ 1948 samtidigt med andra smalspåriga järnvägsbolag i Skaraborgs län och bolaget införlivades i Statens Järnvägars organisation. Statens Järnvägar började bygga om vad som nu är Kinnekullebanan från smalspår till normalspår 1953 mellan Håkantorp och Lidköping. Lidköping till Forshem var ombyggd den 20 maj 1954, och Hönsäters hamn anslöts till normalspåret innan före detta SKWJ lades ner och revs upp 1955 mellan hamnen och Gössäter.

## Bildgalleri

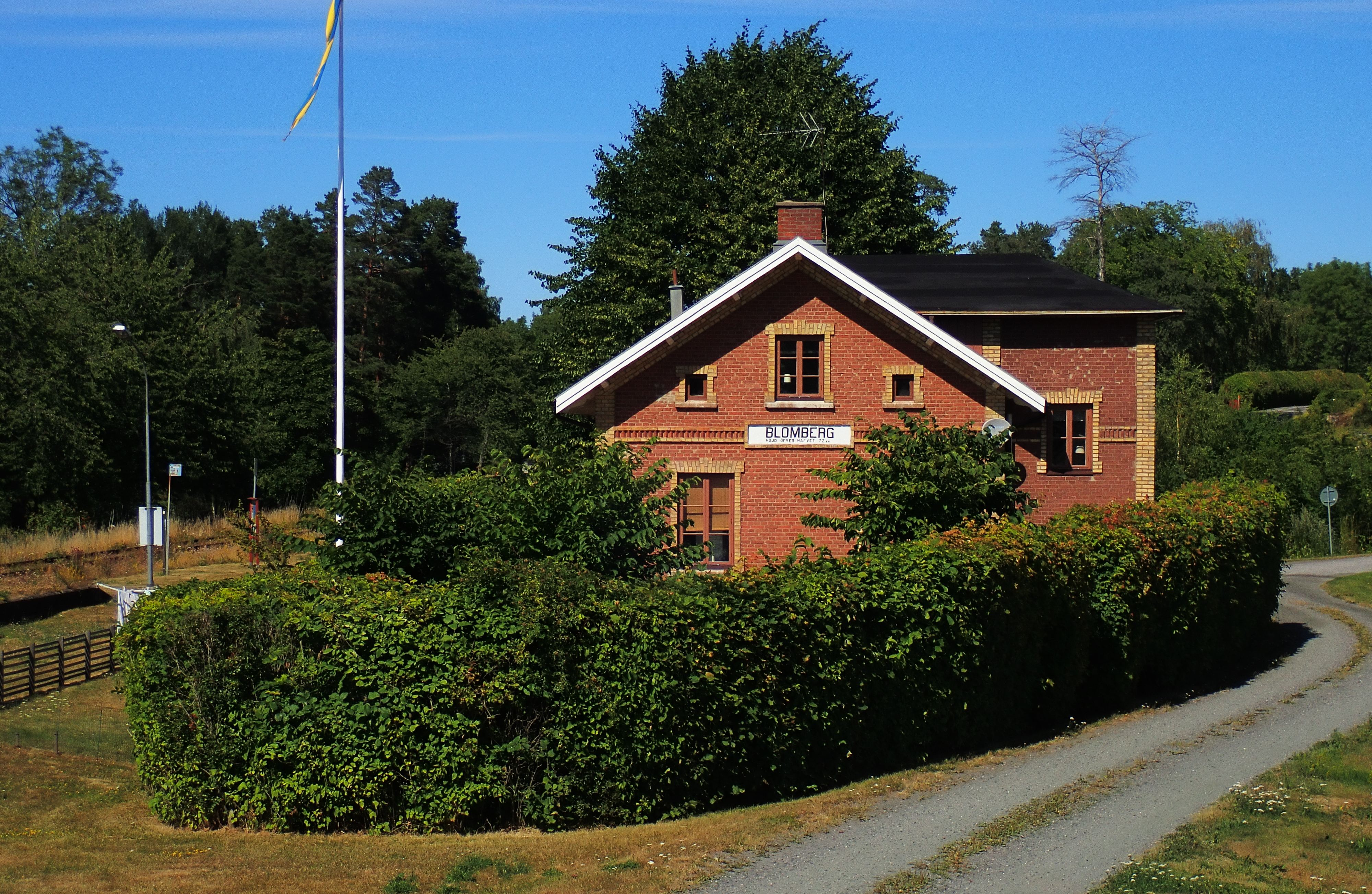
Blombergs station
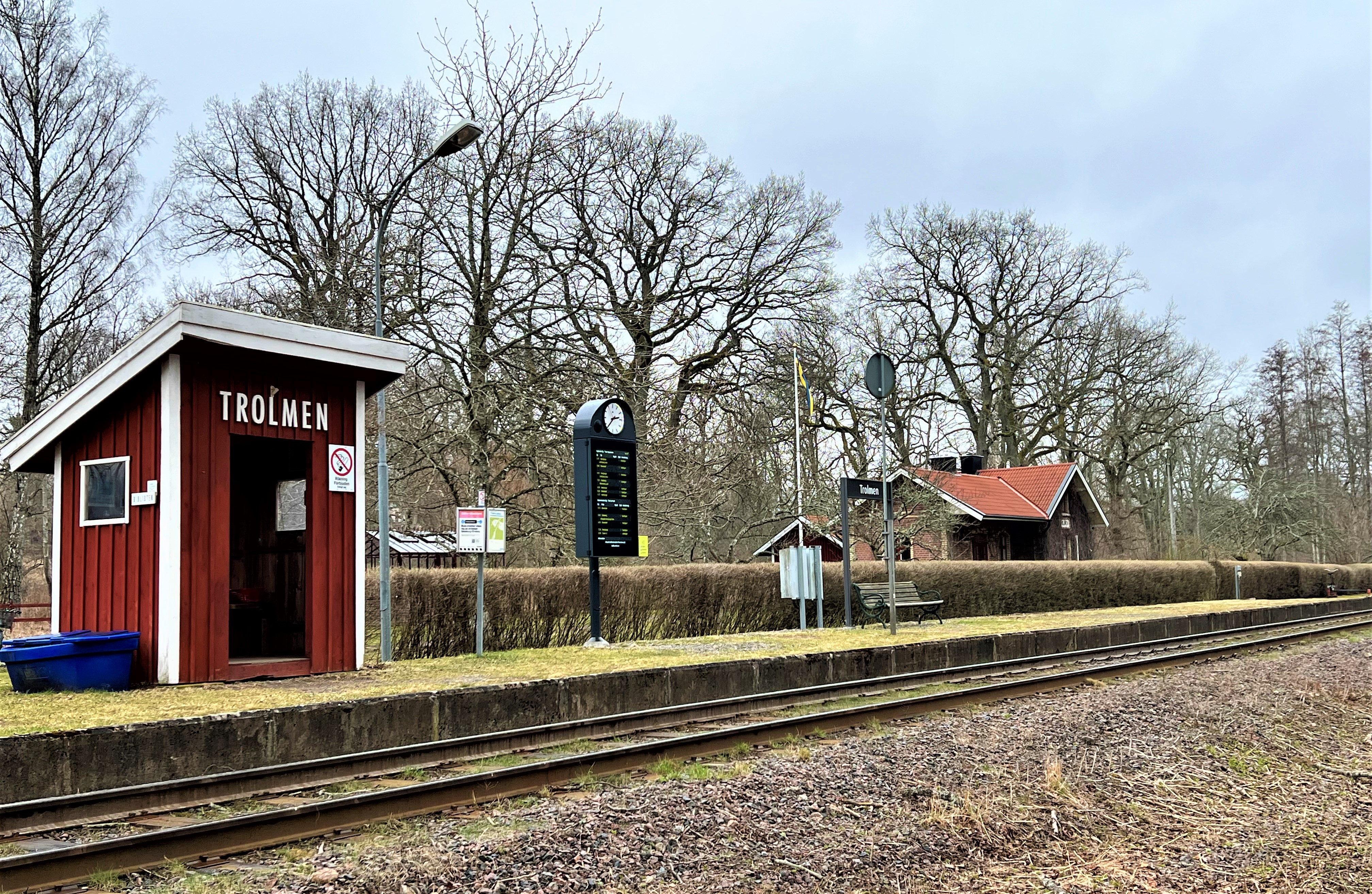
Trolmens station
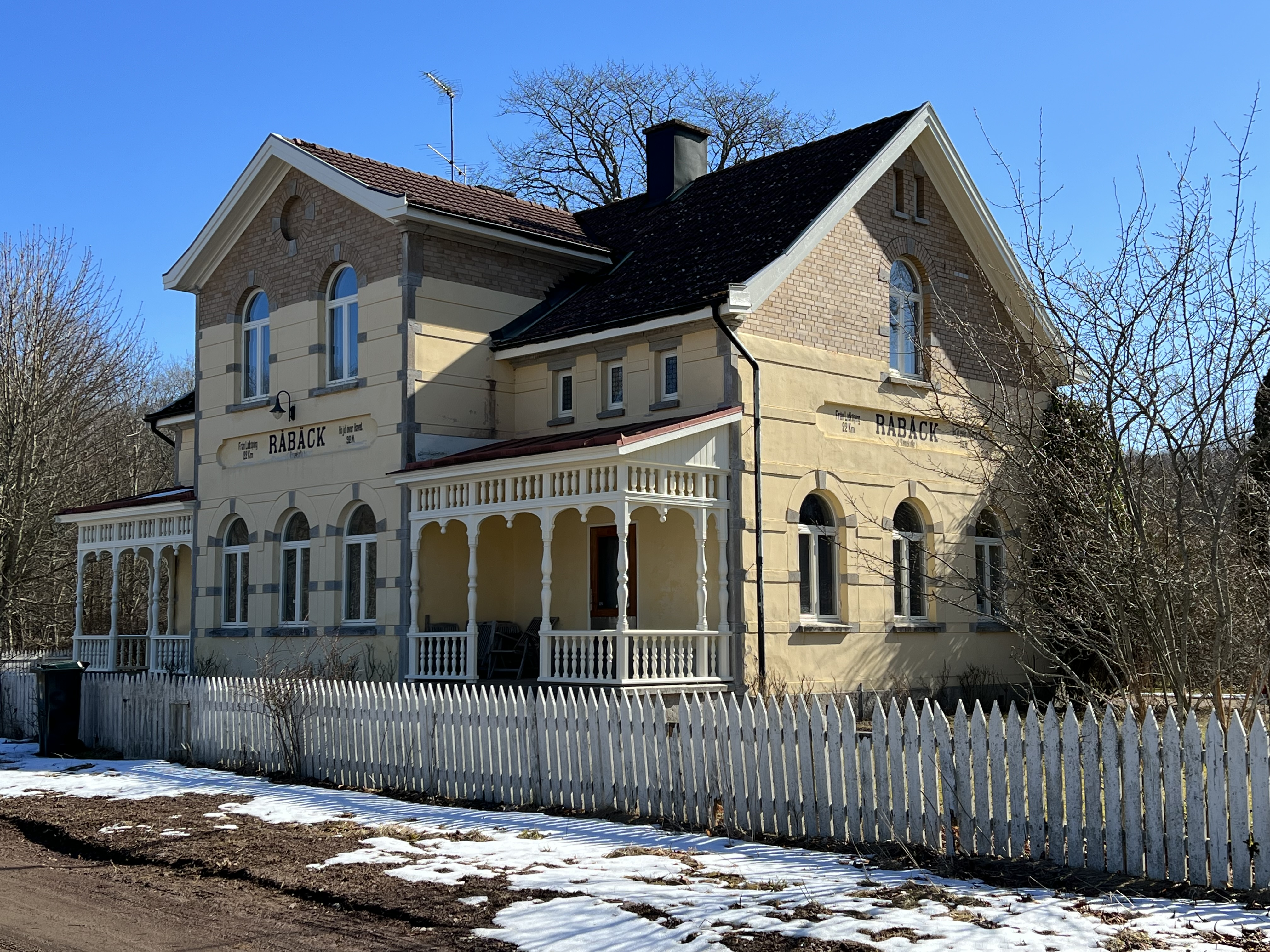
Råbäcks station
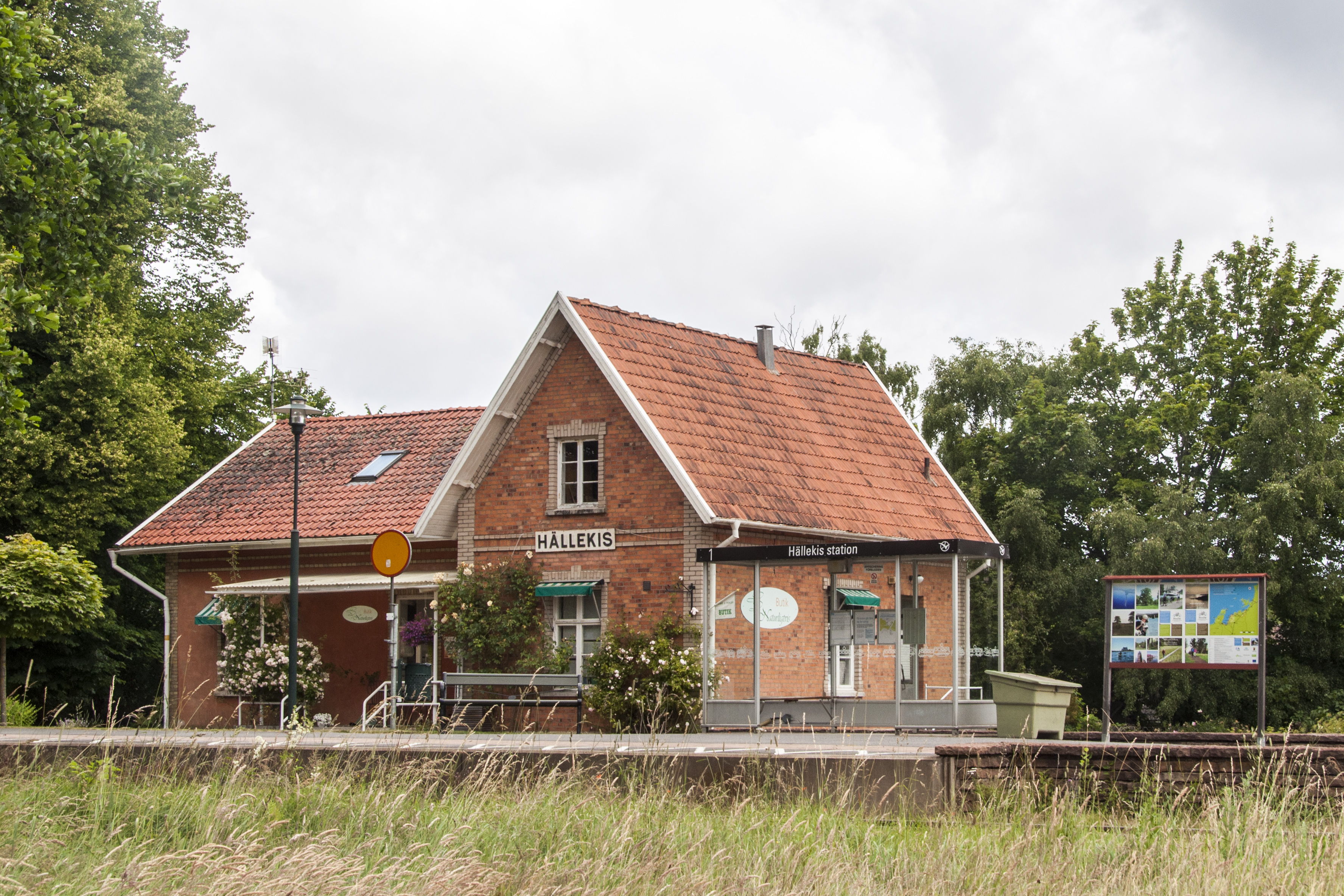
Hällekis station